# تپه قازلیان
تپه قازلیان مربوط به دوره نوسنگی - عصر مس و سنگ قدیم است و در شهرستان بوکان، بخش مرکزی، دهستان اختاچی، روستای قازلیان واقع شده و این اثر در تاریخ ۷ اسفند ۱۳۸۵ با شمارهٔ ثبت ۱۷۶۴۸ به‌عنوان یکی از آثار ملی ایران به ثبت رسیده‌است.